# Copa de la Reina de Baloncesto 2009
La Copa de la Reina de Baloncesto 2009 corresponde a la 47.ª edición de dicho torneo. Se celebró entre el 6 y el 8 de marzo de 2009 en el Pabellón Multiusos Sánchez Paraíso de Salamanca. El campeón de Copa accede a disputar la Supercopa contra el campeón de Liga.

## Equipos clasificados
El formato de competición es el mismo que la temporada anterior. Se juega en Salamanca, ejerciendo como anfitrión el Perfumerías Avenida, que participa junto a los siete mejores del resto de equipos al final de la primera vuelta de la Liga Femenina. El campeón se clasifica para la Copa Europea Femenina de la FIBA 2009-10.
| Pos. | Equipo                   | PJ | G  | P | PF   | PC  | DP   | Pts | Clasificación    |
| ---- | ------------------------ | -- | -- | - | ---- | --- | ---- | --- | ---------------- |
| 1    | Ros Casares Valencia     | 13 | 12 | 1 | 1094 | 791 | +303 | 25  | Cabezas de serie |
| 2    | Perfumerías Avenida (H)  | 13 | 11 | 2 | 1005 | 840 | +165 | 24  | Cabezas de serie |
| 3    | Rivas Ecópolis           | 13 | 10 | 3 | 910  | 844 | +66  | 23  | Cabezas de serie |
| 4    | CB Olesa Espanyol        | 13 | 9  | 4 | 981  | 925 | +56  | 22  | Cabezas de serie |
| 5    | Sóller Joventut Mariana  | 13 | 9  | 4 | 924  | 923 | +1   | 22  |                  |
| 6    | Club Baloncesto San José | 13 | 7  | 6 | 892  | 937 | −45  | 20  |                  |
| 7    | Celta Indepo             | 13 | 6  | 7 | 891  | 856 | +35  | 19  |                  |
| 8    | EBE Ibiza PDV            | 13 | 5  | 8 | 842  | 870 | −28  | 18  |                  |

 Fuente: Liga Femenina

## Desarrollo
El EBE Ibiza PDV dio la campanada dejando en la cuneta a las anfitrionas en cuartos de final y superando con solvencia al Celta Indepo en semifinales, pero no pudo completar la gesta con el título. Lo que sí hizo fue poner el baloncesto balear en la historia de la Copa de la Reina. Ya vimos que sólo hay campeones de este torneo representativos de siete comunidades autónomas. Pero es que los finalistas también pertenecen en todos los casos a alguna de esas citadas 7 comunidades con únicamente dos excepciones: la Sección Femenina de Guadalajara en 1950 y el Ibiza de 2009.
Shannon Johnson y Silvia Morales hicieron un campeonato magnífico, pero la que estuvo sobresaliente y ganó con completa justicia el premio de mejor jugadora fue la internacional española Sancho Lyttle. En esta Copa se abonó a las dobles figuras en puntos y rebotes: 26-11 con 35 de valoración en los cuartos, 11-11 en semifinales y 13-13 en la final.
Esta fue hasta el momento la última edición de una Copa de la Reina con la participación de ocho equipos.

## Fase final
|  | Cuartos de final         | Cuartos de final |                   |                      | Semifinales | Semifinales |  |                      | Final      | Final      |  |
|  | 6 de marzo               | 6 de marzo       |                   |                      | 7 de marzo  | 7 de marzo  |  |                      | 8 de marzo | 8 de marzo |  |
|  |                          |                  |                   |                      |             |             |  |                      |            |            |  |
|  |                          |                  |                   |                      |             |             |  |                      |            |            |  |
|  | Ros Casares Valencia     | 88               |                   |                      |             |             |  |                      |            |            |  |
|  | Ros Casares Valencia     | 88               |                   |                      |             |             |  |                      |            |            |  |
|  | Club Baloncesto San José | 60               |                   |                      |             |             |  |                      |            |            |  |
|  | Club Baloncesto San José | 60               |                   | Ros Casares Valencia | 86          |             |  |                      |            |            |  |
|  |                          |                  |                   | Ros Casares Valencia | 86          |             |  |                      |            |            |  |
|  |                          |                  | CB Olesa Espanyol | 69                   |             |             |  |                      |            |            |  |
|  | CB Olesa Espanyol        | 70               | CB Olesa Espanyol | 69                   |             |             |  |                      |            |            |  |
|  | CB Olesa Espanyol        | 70               |                   |                      |             |             |  |                      |            |            |  |
|  | Sóller Joventut Mariana  | 64               |                   |                      |             |             |  |                      |            |            |  |
|  | Sóller Joventut Mariana  | 64               |                   |                      |             |             |  | Ros Casares Valencia | 65         |            |  |
|  |                          |                  |                   |                      |             |             |  | Ros Casares Valencia | 65         |            |  |
|  |                          |                  | EBE Ibiza PDV     | 60                   |             |             |  |                      |            |            |  |
|  | Perfumerías Avenida      | 65               | EBE Ibiza PDV     | 60                   |             |             |  |                      |            |            |  |
|  | Perfumerías Avenida      | 65               |                   |                      |             |             |  |                      |            |            |  |
|  | EBE Ibiza PDV            | 80               |                   |                      |             |             |  |                      |            |            |  |
|  | EBE Ibiza PDV            | 80               |                   | EBE Ibiza PDV        | 76          |             |  |                      |            |            |  |
|  |                          |                  |                   | EBE Ibiza PDV        | 76          |             |  |                      |            |            |  |
|  |                          |                  | Celta Indepo      | 63                   |             |             |  |                      |            |            |  |
|  | Rivas Ecópolis           | 65               | Celta Indepo      | 63                   |             |             |  |                      |            |            |  |
|  | Rivas Ecópolis           | 65               |                   |                      |             |             |  |                      |            |            |  |
|  | Celta Indepo             | 74               |                   |                      |             |             |  |                      |            |            |  |
|  | Celta Indepo             | 74               |                   |                      |             |             |  |                      |            |            |  |
|  |                          |                  |                   |                      |             |             |  |                      |            |            |  |

### Final
| 8 de marzo de 2009 | Ros Casares Valencia                                                                | 65–60                                | EBE Ibiza PDV                                                                                      | Salamanca |  |
| 16:00              | Parciales: 12–11, 9–14, 20–21, 24–14                                                | Parciales: 12–11, 9–14, 20–21, 24–14 | Parciales: 12–11, 9–14, 20–21, 24–14                                                               | |  |
|                    | Estadísticas Anna Montañana 16 Érika de Souza 9 Amaya Valdemoro 3 Anna Montañana 16 | Reporte Pts Reb Asts Val             | Estadísticas Sílvia Morales 19 Sancho Lyttle 13 Sílvia Morales, Shannon Johnson 3 Sancho Lyttle 19 | Pabellón: Pabellón Multiusos Sánchez Paraíso Asistencia: 4.500 espectadores Árbitros: Marc Tortellà Muns, Rubén Sánchez Mohedas |  |

| Ganadoras de la Copa de la Reina 2009 |
| ------------------------------------- |
| Ros Casares Valencia 6º título        |